# Ich komme
Ich komme (svenska: Jag kommer) är en låt framförd av den finländska sångaren Erika Vikman. Låten vann Rundradions Tävlingen för ny musik 2025. Vikman representerade Finland i Eurovision Song Contest 2025 i Basel i Schweiz med låten som kom på en elfte plats i finalen.
Låten är komponerad, skriven och arrangerad av Christel Roosberg och Jori Roosberg, och den kombinerar finsk disco med elektronisk musik. Den mångtydiga texten skildrar ”glädjebudskapet om njutning, extas och ett transliknande tillstånd”.
Låten släpptes som den sjunde och sista av bidragen i UMK 2025 den 17 januari.